# Lijst van voetbalinterlands Ierland - Tsjecho-Slowakije
Deze lijst van voetbalinterlands is een overzicht van alle officiële voetbalwedstrijden tussen de nationale teams van Ierland en Tsjecho-Slowakije. De landen speelden in totaal twaalf keer tegen elkaar. De eerste ontmoeting, een vriendschappelijke wedstrijd, werd gespeeld in Praag op 18 mei 1938. Het laatste duel, eveneens een vriendschappelijke wedstrijd, vond plaats op 27 mei 1986 in Reykjavik (IJsland).

## Wedstrijden
| №  | Plaats     | Datum             | Competitie           | Wedstrijd                   | Uitslag |
| -- | ---------- | ----------------- | -------------------- | --------------------------- | ------- |
| 1  | Praag      | 18 mei 1938       | Vriendschappelijk    | Tsjecho-Slowakije – Ierland | 2 – 2   |
| 2  | Dublin     | 5 april 1959      | EK 1960 kwalificatie | Ierland – Tsjecho-Slowakije | 2 – 0   |
| 3  | Bratislava | 10 mei 1959       | EK 1960 kwalificatie | Tsjecho-Slowakije – Ierland | 4 – 0   |
| 4  | Dublin     | 8 oktober 1961    | WK 1962 kwalificatie | Ierland – Tsjecho-Slowakije | 1 – 3   |
| 5  | Praag      | 29 oktober 1961   | WK 1962 kwalificatie | Tsjecho-Slowakije – Ierland | 7 – 1   |
| 6  | Dublin     | 21 mei 1967       | EK 1968 kwalificatie | Ierland – Tsjecho-Slowakije | 0 – 2   |
| 7  | Praag      | 22 november 1967  | EK 1968 kwalificatie | Tsjecho-Slowakije – Ierland | 1 – 2   |
| 8  | Dublin     | 4 mei 1969        | WK 1970 kwalificatie | Ierland – Tsjecho-Slowakije | 1 – 2   |
| 9  | Praag      | 7 oktober 1969    | WK 1970 kwalificatie | Tsjecho-Slowakije – Ierland | 3 – 0   |
| 10 | Praag      | 26 september 1979 | Vriendschappelijk    | Tsjecho-Slowakije – Ierland | 4 – 1   |
| 11 | Dublin     | 29 april 1981     | Vriendschappelijk    | Ierland – Tsjecho-Slowakije | 3 – 1   |
| 12 | Reykjavik  | 27 mei 1986       | Vriendschappelijk    | Tsjecho-Slowakije – Ierland | 0 – 1   |

## Samenvatting
| Competitie        | Totaal gespeeld | Winst Ierland | Gelijk | Winst Tsjecho-Slowakije | Doelsaldo Ierland – Tsjecho-Slowakije |
| ----------------- | --------------- | ------------- | ------ | ----------------------- | ------------------------------------- |
| WK-kwalificatie   | 4               | 0             | 0      | 4                       | 3 − 15                                |
| EK-kwalificatie   | 4               | 2             | 0      | 2                       | 3 − 8                                 |
| Vriendschappelijk | 4               | 2             | 1      | 1                       | 8 − 6                                 |
| Totaal            | 12              | 4             | 1      | 7                       | 14 − 29                               |